# Jesús Carrasco
Jesús Carrasco Jaramillo (Olivenza, 1972) è uno scrittore spagnolo.

## Biografia e carriera letteraria
Nato a Olivenza, nell'Estremadura, figlio di un maestro elementare, è cresciuto a Torrijos, presso Toledo, e si è laureato come insegnante di Educazione fisica, professione che ha esercitato per breve tempo prima di dedicarsi all'attività di copywriter pubblicitario.  Dal 2005 risiede a Siviglia, eccettuato un periodo di tre anni trascorso ad Edimburgo.
Ha esordito nel 2013 con il romanzo Intemperie, tradotto in numerosi Paesi europei e trasposto sul grande schermo da Benito Zambrano nel 2019.
Nel febbraio 2016 è apparso il secondo romanzo di Carrasco, l'ucronia La terra che calpestiamo, fra i vincitori del Premio letterario dell'Unione Europea nello stesso anno, mentre del 2021 è il suo terzo romanzo, Portami a casa.

## Opere
- Intemperie, Salani, Milano, 2013 - ISBN 9788867152766 (Intemperie, 2013 - trad. Andrea Carlo Cappi).
- La terra che calpestiamo, Ponte alle Grazie, Milano, 2018 - ISBN 9788868337919 (La tierra que pisamos, 2016 - trad. Claudia Marseguerra).
- Portami a casa, Ponte alle Grazie, Milano, 2022 - ISBN 9788833318042 (Llévame a casa, 2020).